# 林應春
林應春，字特叔，福建福清人，清朝政治人物，同進士出身。林正亨孙。
康熙三十五年，順天府鄉試中舉。康熙三十九年（1700年）中庚辰科三甲第三名進士，康熙四十五年至四十七年，曾任定远知县。